# Rosa issyksuensis
Rosa issyksuensis es una especie de planta del género Rosa, de la familia Rosaceae.

## Taxonomía
Rosa issyksuensis fue descrita por Tkatsch. en 1986.

## Distribución
Se encuentra en el territorio de Kirguistán.